# Medalha Leonardo da Vinci
A Medalha Leonardo da Vinci (em inglês:  Leonardo da Vinci Medal) é a mais significativa condecoração da Society for the History of Technology (SHOT). Ela é concedida anualmente, via de regra às pessoas que, por meio de pesquisa, ensino, publicações ou outras atividades, contribuíram significativamente para a história da tecnologia. A premiação consiste em um certificado e uma medalha, onde consta o rosto do artista que dá nome ao prêmio, Leonardo da Vinci, que é feito a partir de um autorretrato. No verso da medalha estão escritas algumas palavras ditas pelo cientista: "As fontes básicas de energia: água, vento e fogo".

## Medalhistas[2][3]
- 1962 Robert Jacobus Forbes
- 1963 Abbott Payson Usher
- 1964 Lynn Townsend White
- 1965 Maurice Daumas
- 1966 Cyril Stanley Smith
- 1967 Melvin Kranzberg
- 1968 Joseph Needham
- 1969 Lewis Mumford
- 1970 Bertrand Gille
- 1971 A. G. Drachmann
- 1972 Ladislao Reti
- 1973 Carl Condit
- 1974 Bern Dibner
- 1975 Friedrich Klemm
- 1976 Derek de Solla Price
- 1977 Eugene S. Ferguson
- 1978 Torsten Althin
- 1979 John U. Nef
- 1980 John B. Rae
- 1981 Donald S. L. Cardwell
- 1982 não concedida
- 1983 Louis C. Hunter
- 1984 Brooke Hindle
- 1985 Thomas Parke Hughes
- 1986 Hugh G. J. Aitken
- 1987 Robert P. Multhauf
- 1988 Sidney M. Edelstein
- 1989 R. Angus Buchanan
- 1990 Edwin Layton, Jr.
- 1991 Carroll Wirth Pursell
- 1992 Otto Mayr
- 1993 W. David Lewis
- 1994 Merritt Roe Smith
- 1995 Bruce Sinclair
- 1996 Nathan Rosenberg
- 1997 Ruth Schwartz Cowan
- 1998 Walter G. Vincenti
- 1999 não concedida
- 2000 Silvio A. Bedini
- 2001 Robert C. Post
- 2002 Leo Marx
- 2003 Bart Hacker
- 2004 David Landes
- 2005 David Edwin Nye
- 2006 Eric H. Robinson
- 2007 David A. Hounshell
- 2008 Joel Tarr
- 2009 Susan Jeanne Douglas
- 2010 Svante Lindqvist
- 2011 John M. Staudenmaier
- 2012 Wiebe Bijker
- 2013 Rosalind Williams
- 2014 Pamela Olivia Long
- 2015 Johan Schot
- 2016 Ronald R. Kline
- 2017 Arnold Pacey
- 2018 Joy Parr[4]
- 2019 Francesca Bray[9]
- 2020 Maria Paula Diogo
- 2020 Arthur P. Molella
- 2021 Suzanne Moon
- 2022 Donald MacKenzie
- 2023 Alex Roland